# منتخب تايلاند لكرة السلة
منتخب تايلاند لكرة السلة هو ممثل تايلاند الرسمي في المنافسات الدولية في كرة السلة. ينتمي إلى منطقة الاتحاد الآسيوي لكرة السلة. انضم إلى الاتحاد الدولي لكرة السلة في عام 1953.

## البطولات التي شارك فيها
- بطولة آسيا لكرة السلة
- كرة السلة في الألعاب الأولمبية